# 勒波埃特-昂佩尔西普
勒波埃特-昂佩尔西普（法語：Le Poët-en-Percip，法語發音：[lə pɔɛt.ɑ̃.pɛʁsip]）是法国德龙省的一个市镇，属于尼永斯区。该市镇总面积6.07平方公里，2009年时的人口为20人。

## 人口
勒波埃特-昂佩尔西普人口变化图示